# Pastinaca
A Pastinaca az ernyősvirágzatúak (Apiales) rendjébe, ezen belül a zellerfélék (Apiaceae) családjába tartozó nemzetség.

## Rendszerezés
A nemzetségbe az alábbi 15 faj tartozik:
- Pastinaca argyrophylla Delip.
- Pastinaca armena Fisch. & C.A.Mey.
- Pastinaca aurantiaca (Albov) Kolak.
- Pastinaca clausii (Ledeb.) Calest.
- Pastinaca erzincanensis Menemen & Kandemir
- Pastinaca gelendostensis (Yild. & B.Selvi) Hand
- Pastinaca glandulosa Boiss. & Hausskn.
- Pastinaca hirsuta Pancic
- Pastinaca kochii Duby
- Pastinaca lucida L.
- Pastinaca pimpinellifolia M.Bieb.
- pasztinák (Pastinaca sativa) L. - típusfaj
- Pastinaca trysia Stapf & Wettst.
- Pastinaca yildizii Dirmenci
- Pastinaca zozimoides Fenzl